# Жёлчные кислоты
Жёлчные кисло́ты — монокарбоновые гидроксикислоты из класса стероидов. Синонимы: холевые кислоты, холиевые кислоты, холеновые кислоты.
Жёлчные кислоты — производные холановой кислоты С23Н39СООН, отличающиеся тем, что к её кольцевой структуре присоединены гидроксильные группы.

## Жёлчные кислоты человека
Основными типами жёлчных кислот, имеющимися в организме человека, являются так называемые первичные жёлчные кислоты (первично секретируемые печенью): холевая кислота (3α, 7α, 12α-триокси-5β-холановая кислота) и хенодезоксихолевая кислота (3α, 7α-диокси-5β-холановая кислота), а также вторичные (образуются из первичных жёлчных кислот в толстой кишке под действием кишечной микрофлоры): дезоксихолевая кислота (3α, 12α-диокси-5β-холановая кислота), литохолевая (3α-моноокси-5β-холановая кислота), аллохолевая и урсодезоксихолевая (3α, 7β-диокси-5β-холановая кислота) кислоты. Из вторичных в кишечно-печёночной циркуляции во влияющем на физиологию количестве участвует только дезоксихолевая кислота, всасываемая в кровь и секретируемая затем печенью в составе жёлчи.
Аллохолевая и урсодезоксихолевая кислоты являются стереоизомерами холевой и дезоксихолевой кислот.
Все жёлчные кислоты человека имеют в составе своих молекул 24 атома углерода.
В жёлчи жёлчного пузыря человека жёлчные кислоты представлены так называемыми парными кислотами: гликохолевой, гликодезоксихолевой, гликохенодезоксихолевой, таурохолевой, тауродезоксихолевой и таурохенодезоксихолевой кислотой — соединениями (конъюгатами) холевой, дезоксихолевой и хенодезоксихолевой кислот с глицином и таурином.

Жёлчные кислоты человека
Холевая кислота
Хенодезоксихолевая кислота
Дезоксихолевая кислота
Литохолевая кислота
Гликохолевая кислота
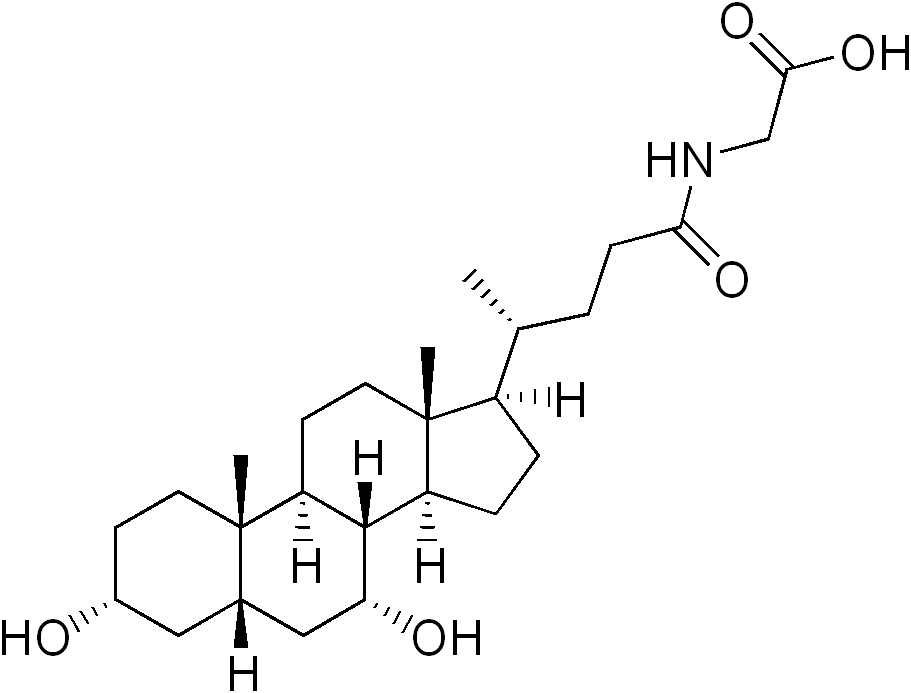
Гликохенодезоксихолевая кислота
Таурохолевая кислота
Таурохенодезоксихолевая кислота

## Жёлчные кислоты животных
Молекулы большинства жёлчных кислот включают 24 атома углерода. Однако встречаются жёлчные кислоты, молекулы которых имеют 27 или 28 атомов углерода. Структура доминирующих жёлчных кислот у различных видов животных отличается. В жёлчных кислотах млекопитающих характерно наличие в молекуле 24 атомов углерода, у некоторых земноводных — 27 атомов.
Холевая кислота имеется в жёлчи козы и антилопы (и человека), β-фокохолевая — у тюленя и моржа, нутрихолевая — у бобра, аллохолевая — у леопарда, битохолевая — у змеи, α-мурихолевая и β-мурихолевая — у крысы, гиохолевая и β-гиодезоксихолевая — у свиньи, α-гиодезоксихолевая — у свиньи и кабана, дезоксихолевая — у быка, оленя, собаки, овцы, козы и кролика (и человека), хенодезоксихолевая — у гуся, быка, оленя, собаки, овцы, козы и кролика (и человека), буфодезокихолевая — у жабы, α-лагодезоксихолевая — у кролика, литохолевая — у кролика и быка (и человека).

## Жёлчный дуоденогастральный рефлюкс

### Рефлюкс-гастрит
Рефлюкс-гастрит по современной классификации относится к хроническим гастритам типа С. Одной из причин, его вызывающих, является попадание компонентов содержимого двенадцатиперстной кишки, в том числе жёлчных кислот, в желудок при дуоденогастральном рефлюксе. Длительное воздействие жёлчных кислот, лизолецитина, панкреатического сока на слизистую оболочку желудка вызывают дистрофические и некробиотические изменения поверхностного эпителия желудка.
В качестве лекарственного средства, уменьшающего патологическое влияние жёлчных кислот при дуоденогастральном рефлюксе, применяется урсодезоксихолевая кислота, которая при реасорбции жёлчных кислот в кишечнике изменяет пул жёлчных кислот, участвующих в кишечно-печёночной циркуляции с более гидрофобных и потенциально токсичных на менее токсичные, в большей степени растворимых в воде и в меньшей степени раздражающих слизистую оболочку желудка.

### Дуоденогастральноэзофагеальный рефлюкс
Жёлчные кислоты попадают на слизистую оболочку пищевода вследствие дуоденальногастральных и гастроэзофагеальных рефлюксов, вместе называемых дуоденогастральноэзофагеальным.  Конъюгированные жёлчные кислоты, и, в первую очередь, конъюгаты с таурином обладают более значительным повреждающим эффектом на слизистую пищевода при кислом pH в полости пищевода. Неконъюгированные жёлчные кислоты, представленные в верхних отделах пищеварительного тракта, в основном, ионизированными формами, легче проникают через слизистую оболочку пищевода и, как следствие, более токсичны при нейтральном и слабощелочном pH. Таким образом, забрасывающие жёлчные кислоты в пищевод рефлюксы могут быть кислыми, некислыми и даже щелочными, и поэтому для обнаружения всех жёлчных рефлюксов не всегда бывает достаточно pH-мониторинга пищевода, некислые и щелочные жёлчные рефлюксы для своего определения требуют импеданс-pH-метрии пищевода.

## Жёлчные кислоты — лекарственные препараты
Две жёлчные кислоты — упомянутая в разделе «Рефлюкс-гастрит» урсодезоксихолевая и хенодезоксихолевая — являются международно признанными лекарственными средствами и отнесены анатомо-терапевтическо-химической классификацией к разделу A05A «Препараты для лечения заболеваний жёлчного пузыря».
Фармакологическое действие этих препаратов основано на том, что они изменяют состав пула жёлчных кислот в организме (например, хенодезоксихолевая кислота увеличивает концентрацию гликохолевой кислоты по сравнению с таурохолевой), тем самым уменьшая содержания потенциально токсичных соединений. Кроме того, оба препарата способствуют растворению холестериновых жёлчных камней, уменьшают количество холестерина, количественно и качественно изменяют состав жёлчи.